# Танзанија на Олимпијским играма
Танзанија се први пут појавила на Олимпијским играма 1964. године и од тада Танзанија је пропустио само једне Летње олимпијске игре. На игре које су одржане 1976. се придружила бојкоту Новог Зеланда од стране афричких земаља.
На Зимске олимпијске игре Танзанија никада није слала своје представнике. Представници Танзаније, закључно са Олимпијским играма одржаним 2008. године у Пекингу, су освојили 2 олимпијске медаље, обе сребрне и обе у атлетици, на играма одржаним 1980. године.
Национални олимпијски комитет Танзаније (Tanzania Olympic Committee) је основан 1968. а признат од стране Међународног олимпијског комитета исте године.

## Медаље
| Медаља | Атлетичар         | Игре         | Спорт    | Спортска дисциплина |
| ------ | ----------------- | ------------ | -------- | ------------------- |
| Сребро | Филберт Баји      | 1980. Москва | Атлетика | 3000 мушки          |
| Сребро | Сулејман Ниамбију | 1980. Москва | Атлетика | 5.000 мушки         |

### Освојене медаље на ЛОИ
| Учешће и освојене медаље Танзаније на ЛОИ |                              |                              |                              |                              |                              |                              |                              |                              |                              |                              |
| ЛОИ                                       | Носилац заставе              | Учешће                       | Муш.                         | Жене                         | спорт.                       | Злато                        | Сребро                       | Бронза                       | Укупно                       | Ранг                         |
| 1964 Токио                                |                              |                              |                              |                              |                              | 0                            | 0                            | 0                            | 0                            |                              |
| 1968 Мексико Сити                         |                              |                              |                              |                              |                              | 0                            | 0                            | 0                            | 0                            |                              |
| 1972 Минхен                               |                              |                              |                              |                              |                              | 0                            | 0                            | 0                            | 0                            |                              |
| 1976 Монтреал                             | Танзанија није учествовавала | Танзанија није учествовавала | Танзанија није учествовавала | Танзанија није учествовавала | Танзанија није учествовавала | Танзанија није учествовавала | Танзанија није учествовавала | Танзанија није учествовавала | Танзанија није учествовавала | Танзанија није учествовавала |
| 1980 Москва                               |                              |                              |                              |                              |                              | 0                            | 2                            | 0                            | 2                            |                              |
| 1984 Лос Анђелес                          |                              |                              |                              |                              |                              | 0                            | 0                            | 0                            | 0                            |                              |
| 1988 Сеул                                 |                              |                              |                              |                              |                              | 0                            | 0                            | 0                            | 0                            |                              |
| 1992 Барселона                            |                              |                              |                              |                              |                              | 0                            | 0                            | 0                            | 0                            |                              |
| 1996 Атланта                              |                              |                              |                              |                              |                              | 0                            | 0                            | 0                            | 0                            |                              |
| 2000 Сиднеј                               |                              |                              |                              |                              |                              | 0                            | 0                            | 0                            | 0                            |                              |
| 2004 Атина                                |                              |                              |                              |                              |                              | 0                            | 0                            | 0                            | 0                            |                              |
| 2008 Пекинг                               |                              |                              |                              |                              |                              | 0                            | 0                            | 0                            | 0                            |                              |
| 2012 Лондон                               |                              |                              |                              |                              |                              |                              |                              |                              |                              |                              |
| 2016. Рио де Жанеиро                      |                              |                              |                              |                              |                              |                              |                              |                              |                              |                              |
| 2020. Токио                               |                              |                              |                              |                              |                              |                              |                              |                              |                              |                              |
| 2024. Париз                               |                              |                              |                              |                              |                              |                              |                              |                              |                              |                              |
| 2028. Лос Анђелес                         | предстојећи догађај          |                              |                              |                              |                              |                              |                              |                              |                              |                              |
| 2032. Бризбејн                            | предстојећи догађај          |                              |                              |                              |                              |                              |                              |                              |                              |                              |
| Укупно                                    |                              |                              |                              |                              |                              | 0                            | 2                            | 0                            | 2                            |                              |